# Capitol Wrestling Corporation
La Capitol Wrestling Corporation Ltd. è stata una federazione di wrestling e l'ente governativo dell'allora World Wide Wrestling Federation.
Fondata da Jess McMahon e Toots Mondt nel 1952, la Capitol Wrestling Corporation è la precursora dell'odierna WWE (precedentemente conosciuta come Titan Sports, World Wide Wrestling Federation e World Wrestling Federation), che è presieduta fino al 2023 dal nipote di Jess McMahon: Vince McMahon, figlio di Vincent James McMahon.

## Storia

### Fondazione
Jess McMahon, che era un organizzatore di incontri di pugilato di un certo successo, iniziò a lavorare insieme a Tex Rickard nel 1926. Con l'aiuto di Rickard iniziò a organizzare incontri di pugilato al terzo Madison Square Garden. Un paio di anni prima il wrestler Toots Mondt aveva creato un nuovo stile di wrestling, chiamato «Slam Bang Western Style Wrestling»: Mondt convinse il collega Ed Lewis e il suo manager Billy Sandow a implementare questo nuovo stile nel wrestling, che combinava il wrestling tradizionale con altri elementi tratti da pugilato, lotta greco-romana, lotta libera e teatro per rendere il prodotto più attraente per il pubblico. Successivamente formò una federazione (gestita dal cosiddetto Gold Dust Trio) e persuase molti wrestler a firmare un contratto per lavorare da loro. Tuttavia dopo un certo successo tra i tre si crearono delle divergenze di potere che portarono alla morte della loro federazione e lo scioglimento del Gold Dust Trio stesso. In seguito Mondt formò un partenariato con diversi altri organizzatori di eventi di wrestling (promoter), tra cui Jack Curley a New York. Alla fine Mondt ottenne il controllo del panorama del wrestling della zona di New York, in quanto Curley era vicino alla morte; tra i suoi collaboratori c'era anche Jess McMahon.
Il 7 gennaio 1952 McMahon e Mondt crearono la Capitol Wrestling Corporation, che nel 1953 entrò a far parte del circuito a territori della National Wrestling Alliance. Quando Jess McMahon morì nel novembre 1954 a causa di una emorragia cerebrale, Ray Fabiani – uno degli impiegati di Mondt – assunse Vincent J. McMahon. La coppia McMahon-Mondt ebbe subito un certo successo, tanto da controllare circa il 70% delle decisioni creative e di potere (booking) NWA, principalmente a causa della loro dominanza nel popolatissimo nord-est, che divenne quindi il territorio principale della NWA.

### World Wide Wrestling Federation
All'inizio del 1963 la Capitol Wrestling Corporation formò la World Wide Wrestling Federation, la precursore dell'odierna WWE, in seguito a una disputa con la NWA riguardante Buddy Rogers e l'NWA World Heavyweight Championship, all'epoca detenuto proprio da Rogers. Era Mondt a decidere chi doveva sfidarlo per il titolo, ma soprattutto dove doveva avere luogo questa sfida. La commissione della NWA non era soddisfatta di ciò, visto che spesso Mondt obbligava Rogers a combattere nel solo nord-est. Pertanto i tempi erano maturi affinché la Capitol Wrestling Corporation si staccasse dalla NWA e andasse per la propria strada: Rogers sarebbe dovuto diventare il perno della federazione e per questo McMahon e Mondt gli chiesero di portare con sé la cintura di campione. Rogers però non era disposto a sacrificare il suo deposito di venticinquemila dollari sulla cintura (in quegli anni i detentori della cintura dovevano pagare un deposito per sfavorire un'eventuale mancanza nei loro impegni da campioni). Rogers perse il titolo contro Lou Thesz a Toronto il 24 gennaio 1963. Entrambi quindi lasciarono la NWA in segno di protesta, portando di fatto alla fondazione della WWWF, che nel mese di aprile di quello stesso anno assegnò a Rogers il WWWF World Heavyweight Championship, titolo che fu poi vinto il 17 maggio seguente da Bruno Sammartino dopo che Rogers subì un infarto la settimana prima del match titolato.
L'allora WWWF operava in una maniera più conservativa rispetto agli altri territori NWA: i suoi eventi si svolgevano nei principali palazzetti sportivi una volta al mese – invece che una o due volte alla settimana – e di solito il campione face lottava contro diversi wrestler heel in programmi che consistevano da uno a tre incontri. La WWWF faceva registrare il tutto esaurito a partire dal 1970, ossia appena dopo aver ottenuto un contratto televisivo e aver trasformato il wrestler Lou Albano nel manager degli avversari "cattivi" di Sammartino. Mondt lasciò la WWWF sul finire degli anni sessanta e – anche se la WWWF si era separata dalla NWA – Vincent J. McMahon decise di riportare la WWWF nel circuito NWA. Tuttavia all'annuale riunione NWA del 1983 i McMahon e Jim Barnett annunciarono l'intenzione di separarsi definitivamente dalla NWA.

### Vendita alla Titan Sports
A partire dal marzo 1979 l'allora World Wide Wrestling Federation fu rinominata in World Wrestling Federation per pure ragioni estetiche e di marketing. Quello stesso anno il figlio di Vincent J. McMahon, Vincent K. McMahon, fondò Titan Sports, Inc., che fu incorporata il 21 febbraio 1980 nel Massachusetts. Nel 1982 la Titan Sports acquisì la Capitol Wrestling Corporation, spostando il proprio quartier generale a Greenwich, nel Connecticut. Nel tentativo di rendere la WWF la principale federazione di wrestling del mondo McMahon figlio iniziò un'espansione che avrebbe cambiato il mondo del wrestling stesso. McMahon padre non riuscì mai a vedere la trasformazione che portò l'allora WWF dall'essere una federazione territoriale fino a diventare l'odierna azienda mondiale, poiché morì il 24 maggio 1984 a causa di un cancro al pancreas all'età di sessantanove anni. A partire dal 1985 la sede principale della Titan Sports si trasferì a Stamford (sempre nel Connecticut), per poi stabilire una nuova entità nel 1987 a Delaware che fu poi fusa con la vecchia società nel 1988. Il 6 maggio 1998 la Titan Sports divenne nota con il nome di World Wrestling Federation, Inc. e il 19 ottobre 1999 come World Wrestling Federation Entertainment, Inc., per poi passare il 6 maggio 2002 – a causa di un contenzioso con il World Wide Fund for Nature, noto con lo stesso acronimo – al più recente nome legale (ossia World Wrestling Entertainment, Inc. – WWE), divenendo nota semplicemente come WWE a partire dal 7 aprile 2011, anche se da allora il nome legale completo non è stato mai ufficialmente cambiato. La WWE rimase di proprietà di Vince e la famiglia McMahon fino al 2023, quando fu venduta ad Endeavor.